# Грабовица (Добој)
Грабовица је насељено мјесто у граду Добој, Република Српска, БиХ. Према попису становништва из 2013. у насељу је живјело 602 становника.

## Култура
У селу је 2015. године основано КУД Крњин.

## Становништво
| Демографија | Демографија | Демографија |
| Година      | Становника  | Становника  |
| ----------- | ----------- | ----------- |
| 1948.       | 587         |             |
| 1953.       | 665         |             |
| 1961.       | 719         |             |
| 1971.       | 731         |             |
| 1981.       | 765         |             |
| 1991.       | 798         |             |
| 2013.       | 602         |             |